# Carpen (okręg Alba)
Carpen – wieś w Rumunii, w okręgu Alba, w gminie Șpring. W 2011 roku liczyła 3 mieszkańców.